# 周涤
周涤，女，汉族，黑龙江阿城人，研究生学历，管理学硕士，天津市人民政府国有资产监督管理委员会总会计师（副厅局级）。2015年12月，狄俊霞、周涤卷入杨栋梁案，因档案造假问题，被天津市纪委立案检查。

## 履历
2000年7月参加工作，在其长辈周梅谦请托杨栋梁的帮助下，从普通公司职工调入天津市国资委并一路升迁，历任天津市国资委国有资本经营预算处副处长、处长，财务监督与经济运行处处长，2013年5月任天津市国资委总会计师。2019年5月被免职，保留副局级。